# Grandsaigne
Grandsaigne é uma comuna francesa na região administrativa da Nova Aquitânia, no departamento de Corrèze. Estende-se por uma área de 19,92 km². Em 2010 a comuna tinha 53 habitantes (densidade: 2,7 hab./km²).